# Cmentarz Żołnierzy Radzieckich w Żukowie
Cmentarz Żołnierzy Radzieckich w Żukowie – cmentarz wojenny żołnierzy radzieckich zmarłych w wyniku tzw. operacji pomorskiej, znajdujący się przy ul. Gdyńskiej w Żukowie, w powiecie kartuskim, w województwie pomorskim.
Na cmentarzu pochowano ponad 4 tysiące żołnierzy Armii Czerwonej poległych podczas walk w trakcie tzw. operacji pomorskiej z marca 1945 r. Głownie byli to żołnierze 65. armii wojsk radzieckich pod dowództwem gen. armii Pawła Batowa w ramach 2 Frontu Białoruskiego, która toczyła walki w pobliżu Żukowa i w dniu 16 marca 1945 wyparła siły niemieckie z miejscowości. Cmentarz utworzono w 1948. Większość pochowanych na nim żołnierzy pozostaje anonimowa. Przy wejściu na cmentarz znajduje się pomnik radzieckiego żołnierza. 
W 2004 r., na koszt Ambasady Federacji Rosyjskiej w Polsce, przeprowadzono gruntowny remont i modernizację cmentarza. 